# Меморіал геноциду в Сребрениці
Меморіал геноциду в Сребрениці, офіційно відомий як Меморіал і кладовище жертв геноциду 1995 року в Сребрениці — Поточарі, — меморіально-кладовищний комплекс у Сребрениці, створений на честь жертв трагедії в Сребрениці 1995 року. Жертвами — принаймні 8 372 з них — були переважно чоловіки, переважно боснійські мусульмани та деякі хорвати-католики.

## Передумови
Трагедія в Сребрениці почалася в Поточарі, де близько 25 000 боснійських мусульманських біженців зібралися в очікуванні евакуації. 11 липня 1995 року боснійські серби на чолі з Ратко Младичем відділили боснійських чоловіків і хлопчиків — підлітків від решти натовпу, перш ніж вбити їх. Деяких жінок та дівчат ґвалтували і вбивали. Голландські миротворці ООН, дислоковані в Сребрениці (Голландбат), не змогли зупинити різанину, незважаючи на те, що мали штаб-квартиру в місті. Загалом у Поточарі було вбито близько 1200 невинних людей до евакуації вцілілих до Тузли.
У жовтні 2000 року Вольфганг Петріч, Верховний представник щодо Боснії й Герцеговини, заявив, що земля в Поточарі буде перетворена на меморіал та кладовище для жертв геноциду. У травні 2001 року було створено фонд для нагляду та фінансування будівництва Меморіалу геноциду в Сребрениці. Через два місяці було встановлено камінь-фундамент для меморіалу. У липні 2002 року у заході взяли участь близько 20 000 учасників. Перші 600 жертв були поховані на новому кладовищі в березні 2003 року.

## Відкриття
Комплекс меморіальних кладовищ, який коштував 5,8 мільйона доларів, був оплачений пожертвами приватних груп та урядів. США виділили на проект 1 мільйон доларів. Меморіал був відкритий 20 вересня 2003 року колишнім президентом США Біллом Клінтоном, який був президентом США під час більшої частини Боснійської війни і очолював Дейтонську мирну угоду.

## Ювілеї
5 липня 2005 року боснійсько-сербська поліція виявила дві бомби на місці пам'ятника за кілька днів до церемонії з нагоди 10-ї річниці різанини, коли під час церемонії мали бути поховані 580 ідентифікованих жертв, і очікувалося для участі понад 50 000 людей, у тому числі міжнародних політиків та дипломатів. Бомби спричинили б масові людські жертви і мали на меті втягнути регіон у подальше кровопролиття.
11 липня 2007 року до 12-ї річниці зібралося 30 000 людей. 12 липня 2007 р., на наступний день після 12-ї річниці трагедії та поховання ще 465 жертв, група чоловіків, одягнених у форму, пройшла вулицями Сребрениці. Усі вони носили значки військових частин, які вчинили різанину в липні 1995 року.
11 липня 2012 року, до 17-ї річниці, близько 30 000 людей відвідали церемонію, тоді були перепоховані 520 нових ідентифікованих жертв. Близько 7000 осіб, у тому числі частина тих, хто вижив, вийшли на триденний, довжиною 110 кілометрів, марш, щоб відзначити марш 15 000 боснійців, які втекли після того, як місто впало під армію боснійських сербів. Рабин Артур Шнайєр із синагоги «Парк Схід» у Нью-Йорку виступив із промовою біля Меморіалу. У Хорватії парламент Хорватії провів хвилину мовчання, а промову виголосив Неджад Ходжич, представник боснійської громади в Хорватії. У Чорногорії парламент Чорногорії, форум боснійських неурядових організацій та Альянс ветеранів та антифашистів Другої світової війни провели пам'ять у меморіальному парку Побрежжя в Подгориці . Сербська громадська організація «Жінки в чорному» зібралась у Белграді на виставу «Ми ніколи не забудемо геноцид у Сребрениці». Президент США Барак Обама заявив, що «Сребрениця назавжди буде асоціюватися з одними з найтемніших актів 20 століття».
17 листопада 2012 року різні групи ветеранів війни з Боснії та Герцеговини, Сербії та Хорватії відвідали меморіал та вшанували пам'ять.
Колективні поховання щороку проводяться також з 2012 року, як і раніше; двадцять друге  вшанування пам'яті 11 липня 2017 року, коли останки нової ідентифікації 71 жертви були поховані в Меморіальному центрі.

## Галерея

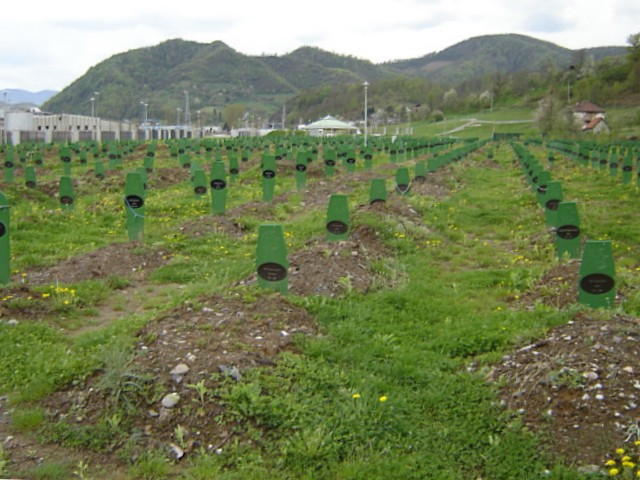
Могили в Srebrenica–Potočari (2005)
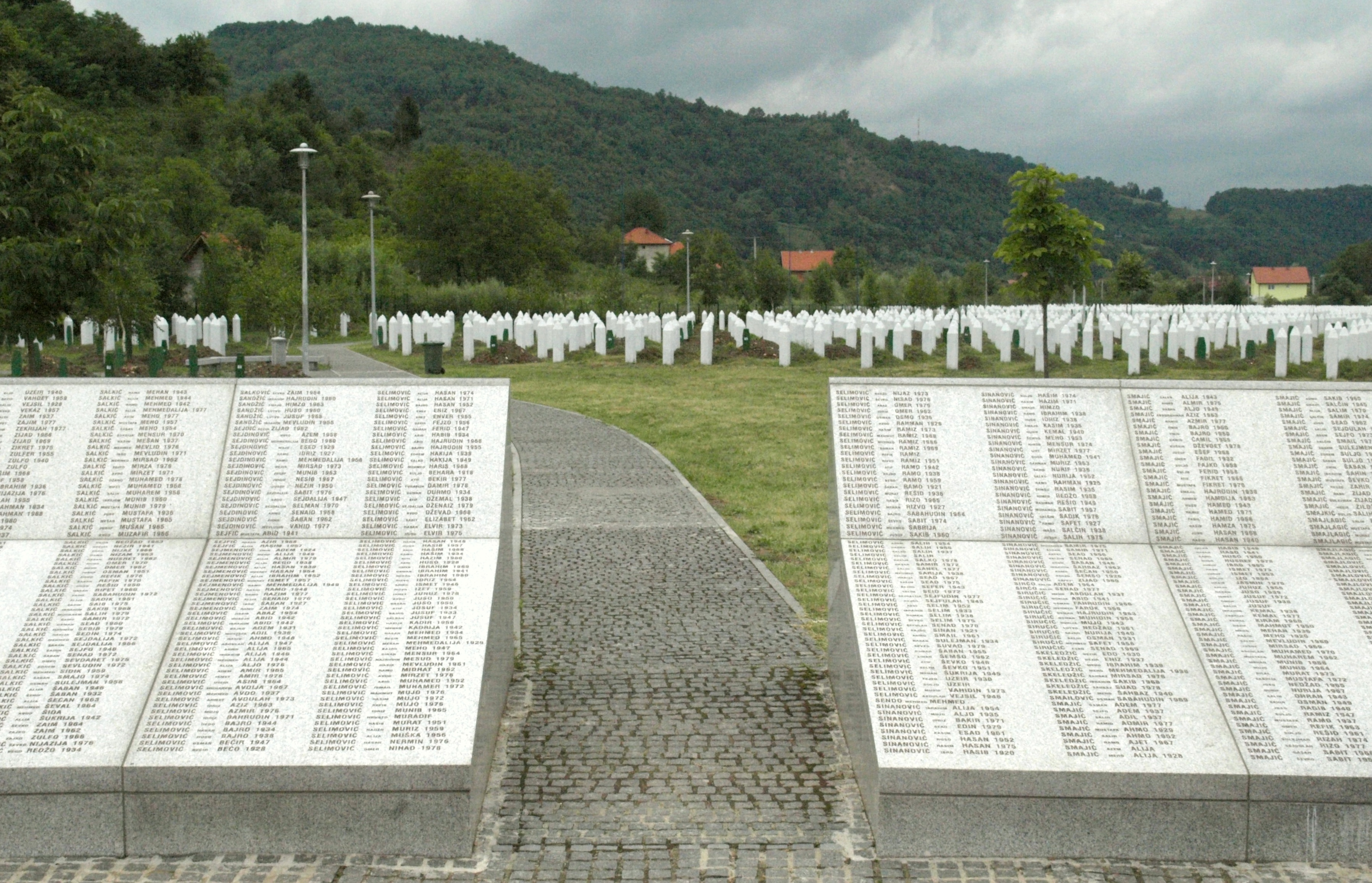
Кладовище (2008)
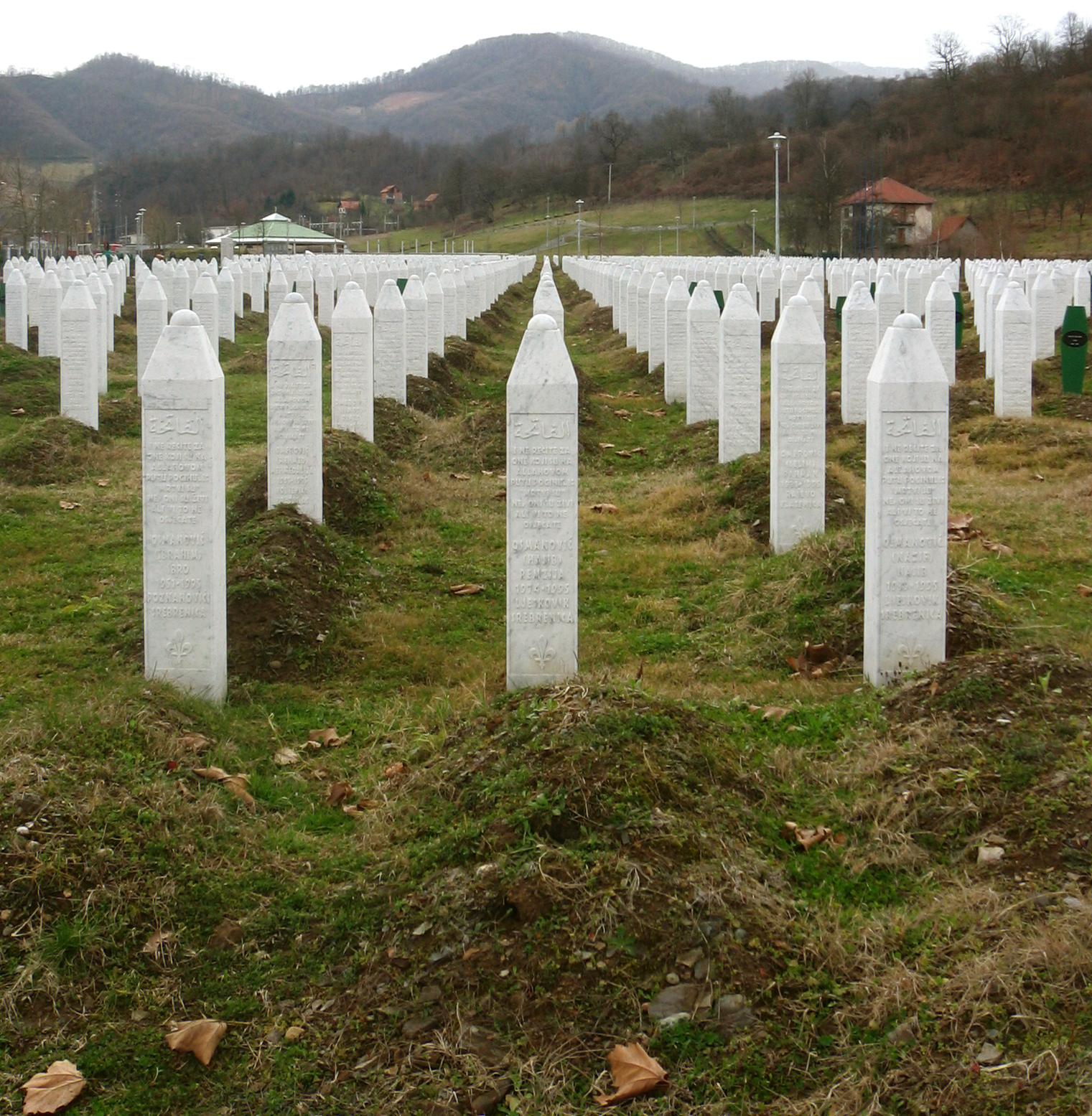
Надгробки (2009)
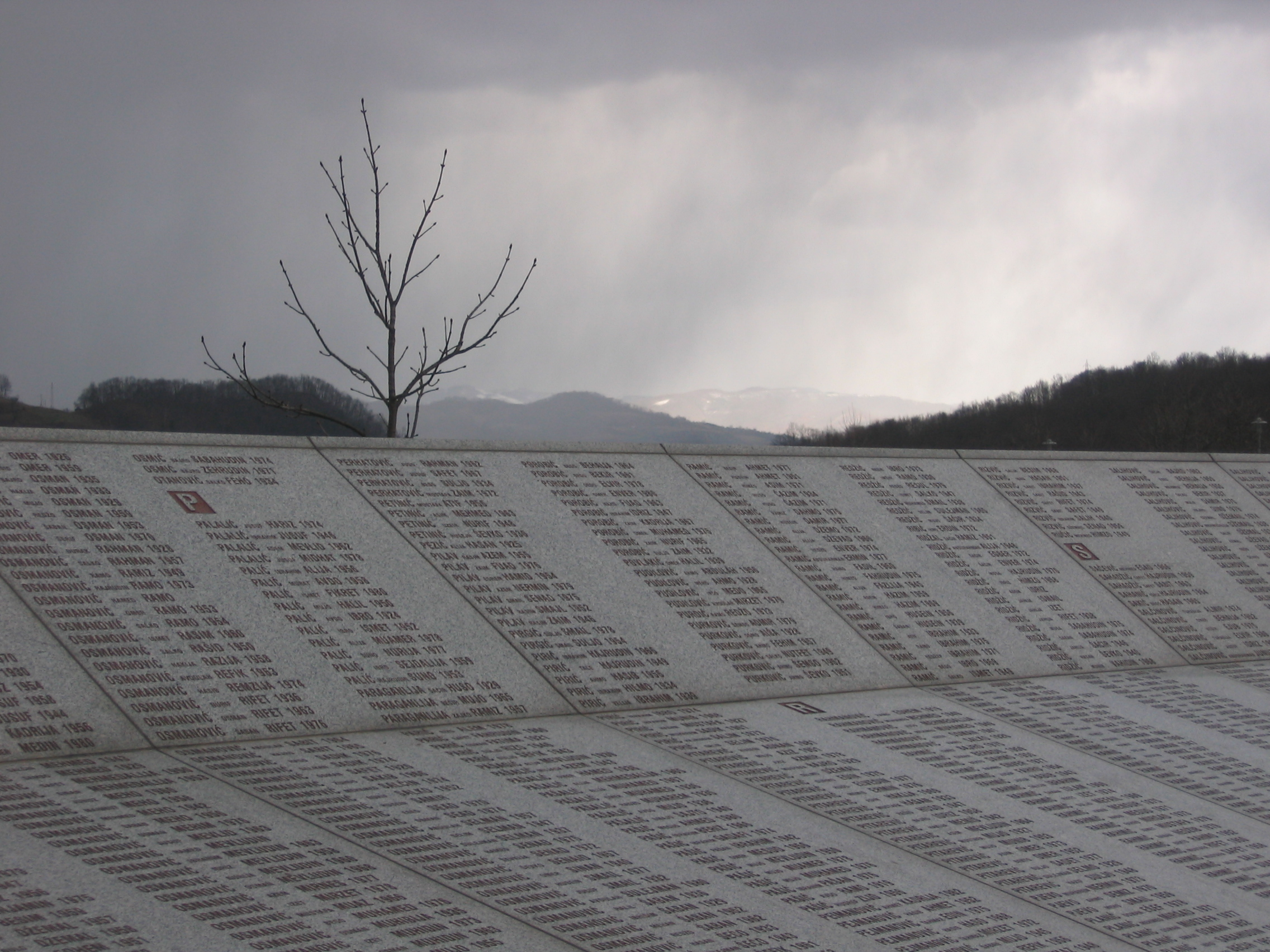
Стіна імен, з дощовими хмарами на задньому плані (2009)
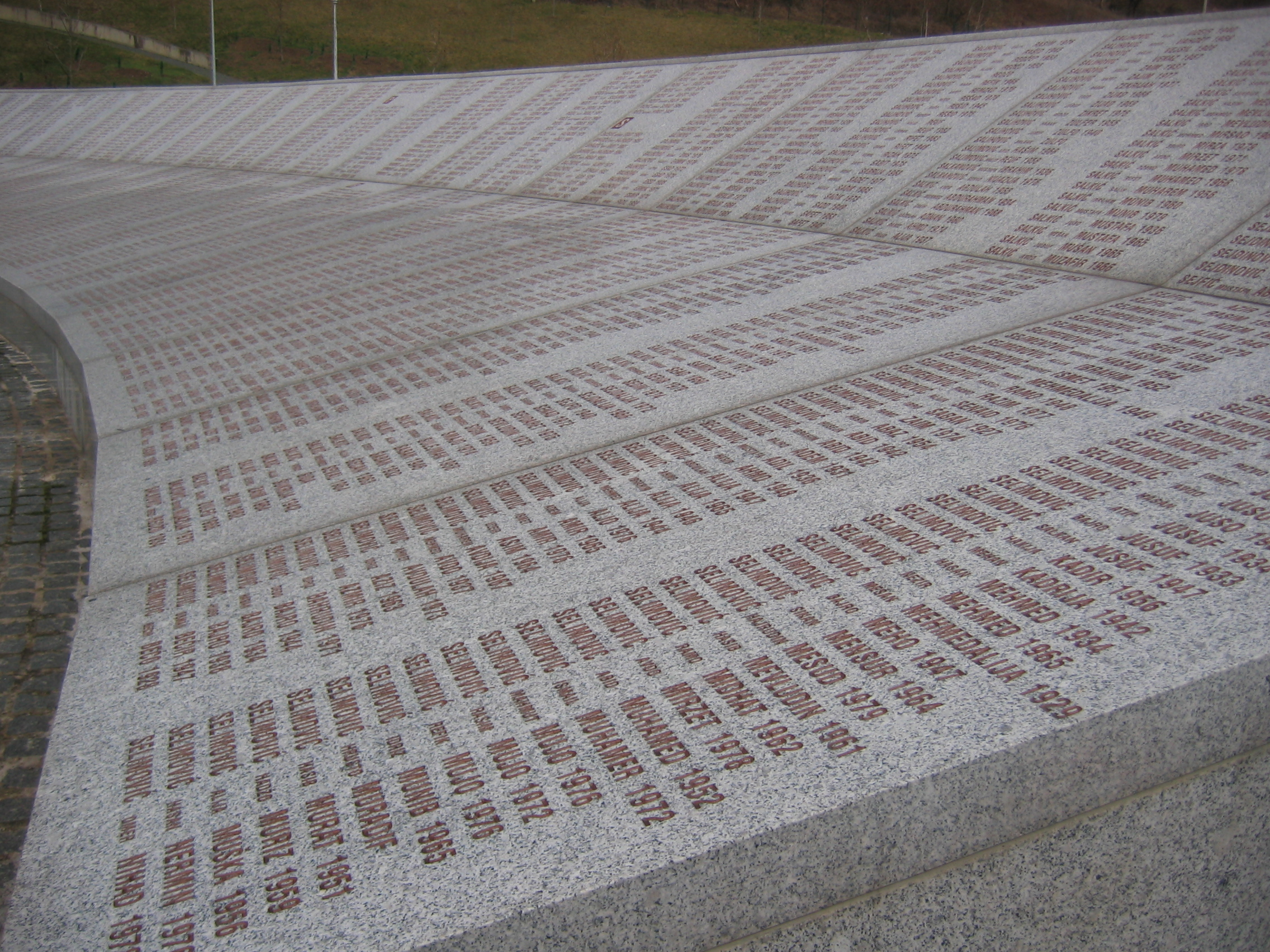
Частина мармурової стіни з іменами вбитих жертв (2009)
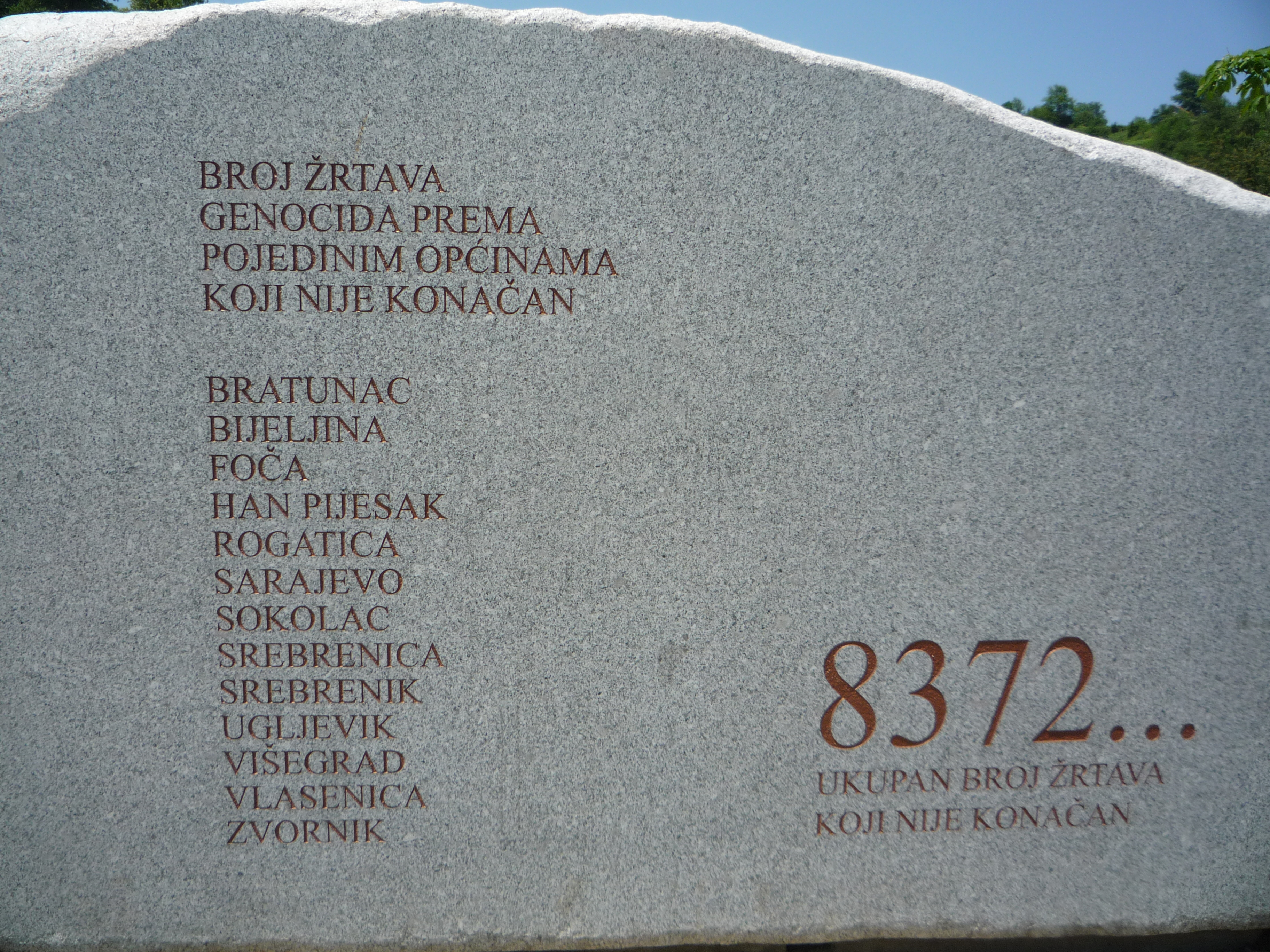
Невизначена кількість людей, убитих в результаті геноциду (2009)